# Alexeï Navalny
Alexeï Anatolievitch Navalny (en russe : Алексей Анатольевич Навальный, /ɐlʲɪkˈsʲej ɐnɐˈtolʲjɪvʲɪtɕ nɐˈvalʲnɨj/), né le 4 juin 1976 à Boutyne dans l'oblast de Moscou et mort le 16 février 2024 au centre pénitentiaire de Kharp en Iamalie, est un avocat, militant anticorruption, homme politique et prisonnier politique russe. Il organise des manifestations et plaide en faveur de réformes contre la corruption en Russie et le régime de Vladimir Poutine.
En 2000, il adhère au parti démocrate Iabloko, puis se rapproche des milieux nationalistes en 2007 avant de s'en distancer en 2011. Membre du Conseil de coordination de l’opposition russe, il est le dirigeant du Parti du progrès, devenu Russie du futur, et fondateur de la Fondation anticorruption (FBK).
Ayant ouvert un blog anticorruption, il publie avec son équipe sur les réseaux sociaux des documentaires sur la corruption en Russie, organise des manifestations et promeut ses campagnes politiques. Dans un entretien en 2011, il décrit le parti au pouvoir, Russie unie, comme le « parti des escrocs et des voleurs », qui devient une épithète populaire. Il publie des enquêtes détaillant les allégations de corruption de la part de hauts responsables russes et de leurs associés. En 2021, son compte a plus de six millions d'abonnés sur YouTube. Il gagne en popularité lors de la contestation des élections législatives de 2011.
Autorisé à se présenter aux élections municipales de Moscou en 2013, il termine en deuxième position avec 27 % des voix, dépassant les attentes mais perdant face au maire sortant, Sergueï Sobianine, nommé et soutenu par Vladimir Poutine. Plus tôt en 2013, Alexeï Navalny a été condamné avec sursis pour détournement de fonds. L'année suivante, il reçoit une autre peine avec sursis pour détournement de fonds. Ces deux affaires pénales sont largement considérées comme étant politiquement motivées et destinées à l'empêcher de se présenter aux élections futures. La Cour européenne des droits de l'homme statue ultérieurement que ces affaires violent le droit de Navalny à un procès équitable, mais les peines ne sont pas annulées.
En 2016, il lance sa campagne pour l'élection présidentielle de 2018, mais il est exclu par la Commission électorale centrale en raison de sa condamnation pénale antérieure ; la Cour suprême russe rejette son appel par la suite. En 2017, il publie le documentaire Ne l'appelez pas Dimon, accusant le président du gouvernement Dmitri Medvedev de corruption et provoquant des manifestations de masse. En 2018, Navalny lance le « vote intelligent », une stratégie de vote tactique qui consiste à consolider les voix de ceux qui se présentent contre le parti Russie unie pour que celui-ci perde des sièges aux élections.
Alexeï Navalny est hospitalisé en 2020 dans un état grave après avoir été empoisonné au Novitchok. Évacué à Berlin et resté hospitalisé un mois, il accuse le président Poutine d'être responsable de son empoisonnement et une enquête menée par Bellingcat et The Insider incrimine des agents du FSB. Rentré en Russie en janvier 2021, il est immédiatement arrêté pour violation de son contrôle judiciaire imposé à la suite de sa condamnation en 2014, alors qu'il était hospitalisé en Allemagne. Après son arrestation, son équipe publie le documentaire Un palais pour Poutine : L'Histoire du plus gros pot-de-vin, accusant Vladimir Poutine de corruption et conduisant à d'importantes manifestations. Il est condamné plusieurs fois à partir de février 2021, notamment à 19 ans d'emprisonnement pour « extrémisme », tandis que ses organisations sont liquidées. Il est reconnu par Amnesty International comme prisonnier d'opinion et reçoit le prix Sakharov pour son activité en faveur des droits de l'homme. Il disparaît pendant près de trois semaines en décembre 2023, puis réapparaît dans une nouvelle prison du cercle arctique, où il meurt peu après, à l'âge de 47 ans.
Sa mort donne lieu à d'importantes réactions en Russie, où des milliers de personnes assistent à ses funérailles, mais également à l'international, où de nombreuses personnalités lui rendent hommage.

## Situation personnelle

### Origines et famille
Ses parents dirigeaient une manufacture de vannerie dans la banlieue ouest de Moscou. Son père, Anatoli Navalny, est né dans le village de Zalissya dans le raïon de Tchernobyl de la République socialiste soviétique d'Ukraine et devient oligarque à la chute de l'URSS. Alexeï est né à Boutyne, dans l'oblast de Moscou. Après avoir été diplômé de l'École militaire de Kiev, il est envoyé dans la banlieue moscovite. Sa mère, Lioudmila, est née dans les environs du district administratif de Zelenograd et étudie à l'université d'État de gestion de Moscou après quoi elle travaille en tant qu'économiste. Alexeï Navalny a un frère cadet, Oleg, né en 1983. Sa cousine, Marina Navalna (uk), est une femme politique ukrainienne.
Alexeï Navalny grandit dans le village militaire de Kalininets en banlieue moscovite, où son père a été nommé, mais passe aussi une importante partie de ses vacances dans le village natal de son père en Ukraine jusqu'au moment de la catastrophe nucléaire de Tchernobyl qui oblige sa famille à abandonner le village, la centrale nucléaire de Tchernobyl se trouvant à 600 m.

### Études et carrière
En 1998, il est diplômé en droit de l'université russe de l'Amitié des Peuples et en 2001 de l'université des finances du gouvernement russe. En 2009, il étudie à l'université Yale grâce au « Yale World Fellow », après avoir été recommandé par le joueur d'échecs Garry Kasparov, par la rédactrice en chef de Novoïé Vrémia Evguenia Albats et l'économiste Sergueï Gouriev.
À partir de 1998, Navalny exerce en tant qu'avocat d'affaires pour plusieurs entreprises d'oligarques proches de son père, et notamment pour une société de promotion immobilière appartenant à l'oligarque Shalva Chigirinsky (en), tombé ensuite en disgrâce. En 2013, il est privé du statut d'avocat à la suite de sa condamnation dans l'affaire Kirovles.

### Vie privée
Alexeï Navalny était marié à Ioulia Abrossimova (Navalnaïa de son nom d'épouse). Le couple a deux enfants, une fille prénommée Daria (2001-) et un garçon, Zakhar, né en 2008.
Il habitait à Marino, dans le district administratif sud-est de Moscou.

## Activité politique

### BlogNavalny

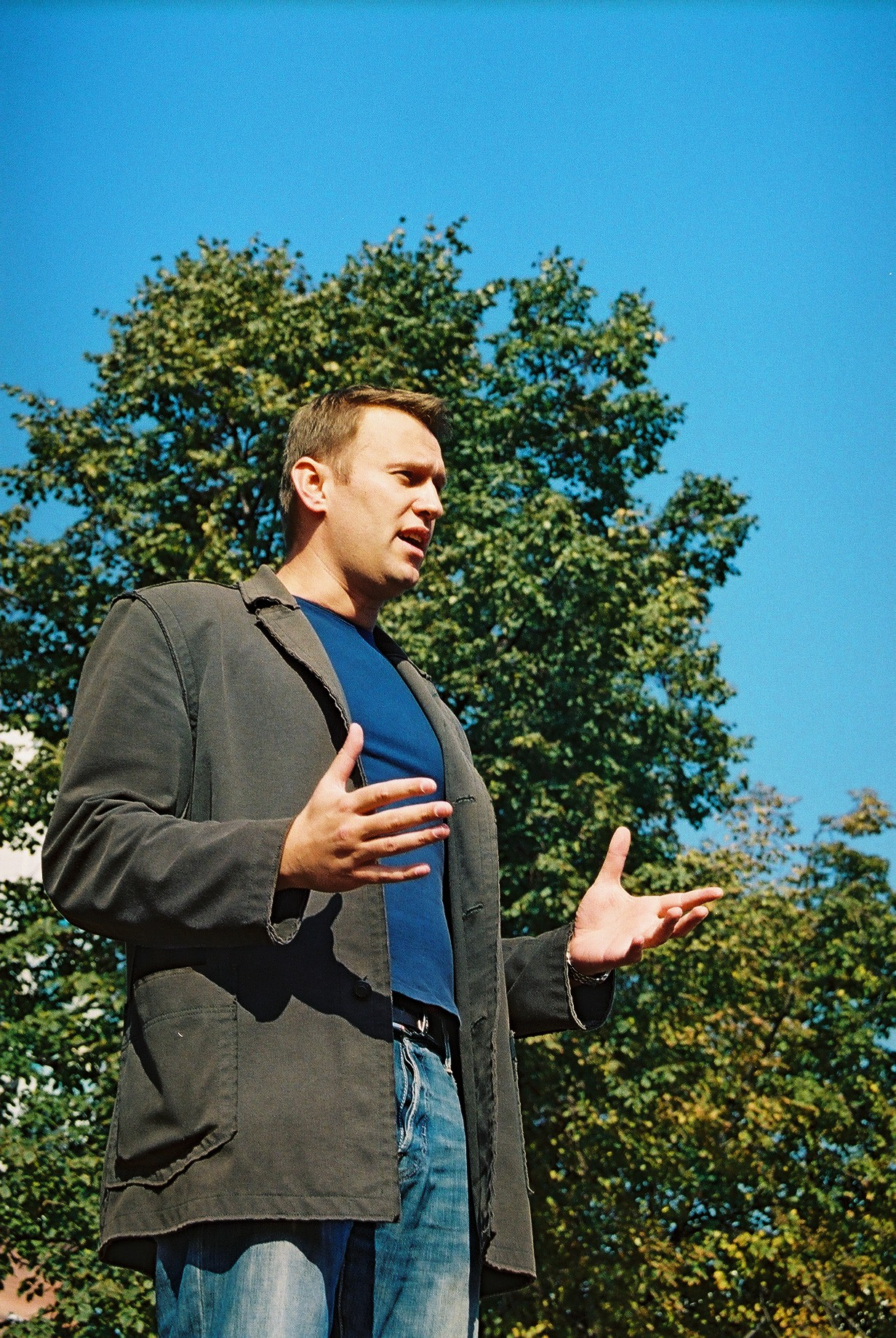
Alexeï Navalny en 2006.

En 2009, il est conseiller du gouverneur de l'oblast de Kirov.
Alexeï Navalny est connu pour être l’auteur du blog Navalny sur LiveJournal et du site Rospil, où il dénonce des faits de corruption en Russie. En octobre 2010, il accuse l’entreprise d’énergie Transneft de détournement de fonds à hauteur de 2,9 milliards d’euros lors de la construction d’un oléoduc en Sibérie. Il est surnommé par le magazine Time « l’Erin Brockovich russe » et est désigné personnalité de l’année 2009 par le quotidien économique russe Vedomosti.

### Gain d'influence au sein de l'opposition (2011-2013)

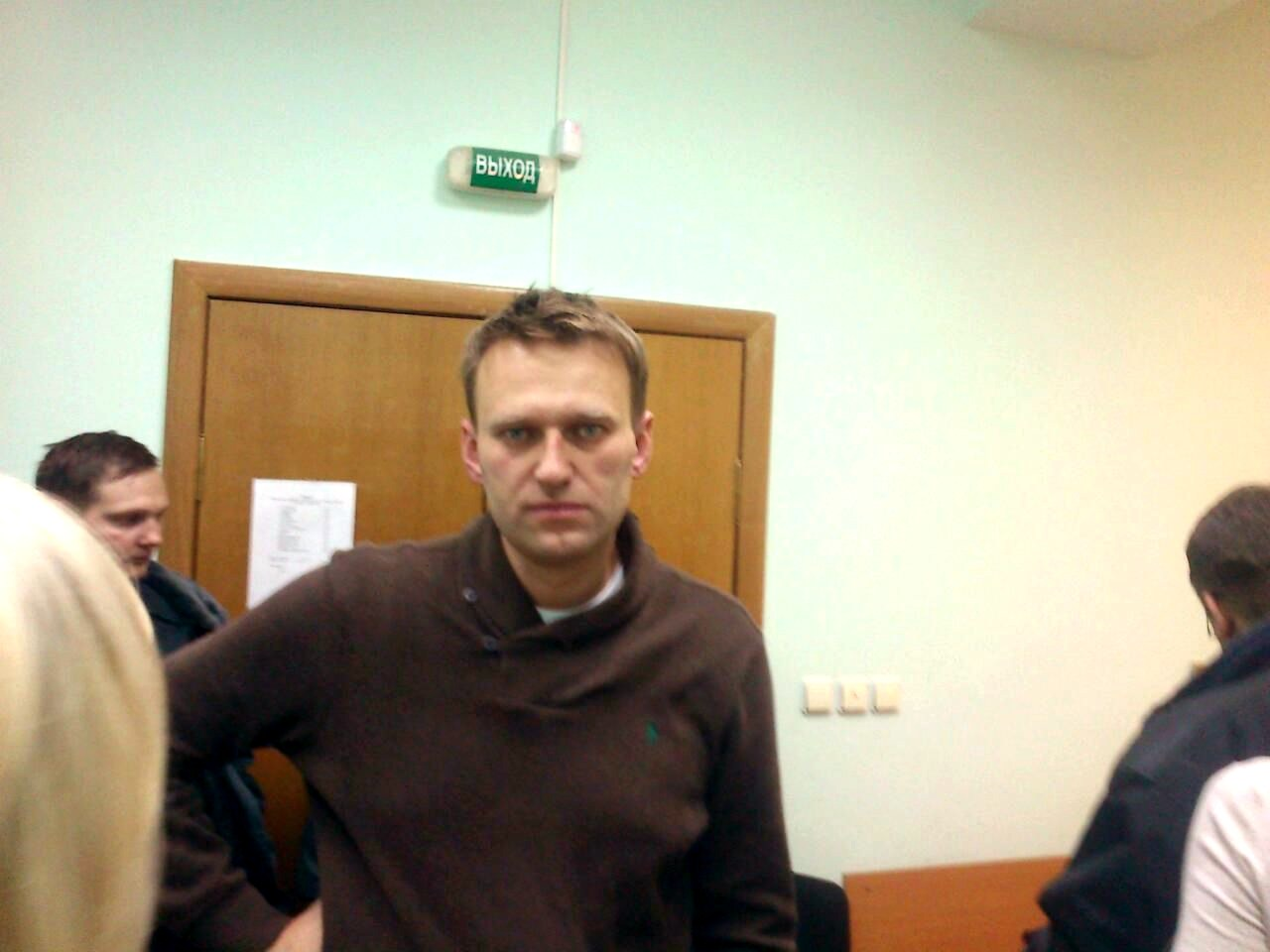
Alexeï Navalny au palais de justice, le 6 décembre 2011.

Alexeï Navalny s’oppose au pouvoir en place en Russie et à Vladimir Poutine en particulier, qualifiant en février 2011 son parti, Russie unie, de « parti des voleurs et des escrocs ». Lors de la contestation des élections législatives russes de 2011, à laquelle il participe activement, il est emprisonné le 5 décembre. À sa sortie de prison le 20 décembre, il appelle les Russes à s’unir contre Poutine, afin que celui-ci ne gagne pas l’élection présidentielle de 2012, à laquelle il se dit prêt à participer. En 2011, la BBC décrit Navalny comme étant « probablement le seul réel opposant politique à avoir émergé en Russie ces cinq dernières années ». Fin décembre 2011, il participe à l’organisation d’une manifestation qui rassemble 120 000 personnes selon l’opposition.
En 2011, Navalny fonde la Fondation anticorruption.

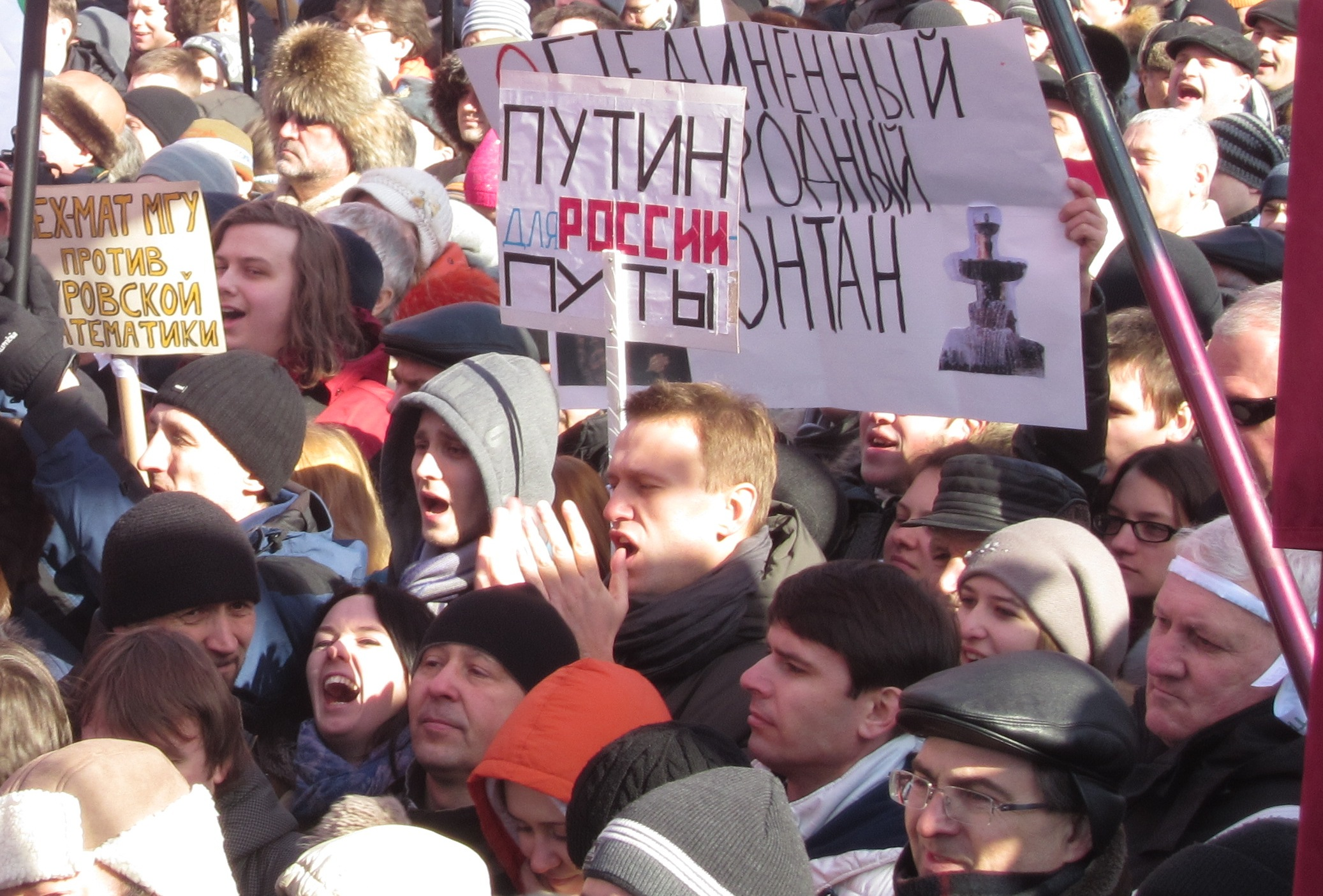
Alexeï Navalny à un rassemblement à Moscou à la suite de l'élection présidentielle de 2012.

En mai 2012, il participe à une manifestation qui dégénère en heurts avec la police. Il est arrêté avec le dirigeant du Front de gauche Sergueï Oudaltsov et condamné à quinze jours de détention administrative pour désobéissance aux forces de l'ordre.
De juin 2012 à février 2013, il siège au conseil d'administration d'Aeroflot sur la proposition d'Alexandre Lebedev (qui détient 15 % des actions du groupe).

### Candidat à la mairie de Moscou et premiers procès (2013-2015)
En juillet 2013, il est condamné à cinq ans de camp avec sursis pour détournement de fonds d'une société forestière. L'accusation est dénoncée et décrite comme un procès politique par l'ONG Memorial et l'Union européenne.
Candidat aux élections municipales à Moscou, il axe sa campagne sur la dénonciation des migrants, qu'il décrit comme des délinquants.
Le 8 septembre 2013, il est battu par le maire de Moscou sortant, Sergueï Sobianine (nommé par Vladimir Poutine par décret en 2010) par 52 % des voix contre 27 % mais conteste les résultats. Le taux de participation est de 30 %. Navalny affirme avoir récolté 35,6 % des voix, contre 46 % à son adversaire et réclame un second tour. Les ONG indépendantes qui ont surveillé le scrutin n'ont pas observé de « graves violations ». Selon le journaliste Pierre Avril, ce scrutin a permis à Navalny de s'affirmer comme l'un des principaux opposants à Vladimir Poutine[réf. nécessaire]. Dès lors, poursuivre les procédures judiciaires intentées contre lui reviendrait à en faire un martyr pour l'opposition. Une manifestation de soutien de 9 000 personnes a lieu le lendemain. L'opposition à Poutine sort toutefois requinquée de ces élections municipales, notamment par la victoire d’Evgueni Roïzman à Iekaterinbourg, quatrième ville du pays et d'une candidate qui avait notamment le soutien du parti Iabloko à Petrozavodsk.
En février 2014, il est placé en résidence surveillée par un tribunal de Moscou pour une durée de deux mois : il lui est reproché d’avoir quitté la capitale, ce qui le mettait en infraction avec un jugement rendu précédemment. L'assignation à résidence est prolongée de six mois en avril 2014.
En avril 2014, il est condamné pour diffamation à l'encontre d'un député qu'il aurait qualifié de toxicomane. Il écope d'une amende de 300 000 roubles (6 000 euros au cours moyen de 50 roubles pour 1 euro à l'époque).
Il est libéré début mars 2015, mais se voit refuser de participer aux obsèques de son ami Boris Nemtsov, opposant à Vladimir Poutine, assassiné le 27 février 2015 à proximité du Kremlin. Il déclare par la suite : « Je n'ai pas peur et mes amis non plus. Nous ne céderons sur rien ».

### Candidature à l'élection présidentielle et nouvelles poursuites judiciaires (2016-2019)
En décembre 2016, Alexeï Navalny annonce sa candidature à l'élection présidentielle russe de 2018.
Navalny est arrêté le 26 mars 2017 lors de manifestations anticorruption à Moscou. Le 27 mars 2017, il est condamné à 15 jours de détention et à une amende de 20 000 roubles (325 euros) par le tribunal du district Tverskoï de Moscou.
Un sondage du Centre analytique Levada effectué en mai 2017 en vue de l'élection présidentielle de 2018 montre que 63 % des Russes voteraient pour Vladimir Poutine et 2 % pour Alexeï Navalny.

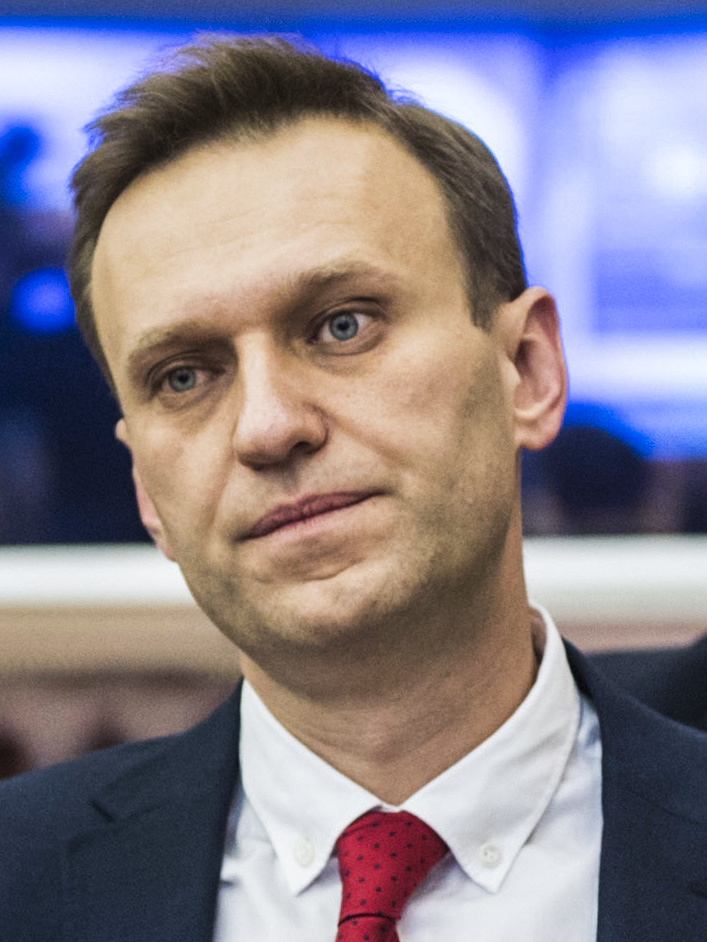
Alexeï Navalny en 2017.

Le 23 juin 2017, la commission électorale centrale annonce qu'en raison de sa condamnation à cinq ans de prison avec sursis dans l'affaire Kirovles, Navalny est inéligible pour la prochaine élection présidentielle. Cette décision est aussitôt contestée par l'équipe de campagne de Navalny,, mais elle est confirmée le 25 décembre 2017 par la commission électorale centrale, après le dépôt de la candidature de l'opposant.
En juin 2017, il organise à Moscou une manifestation contre la corruption, mais en déplace le lieu à la dernière minute à proximité du Kremlin. Il est arrêté comme d'autres manifestants et est condamné à 30 jours de prison pour avoir violé les règles encadrant l'organisation de manifestations. Navalny est libéré au bout de 25 jours de détention,.
Le 29 septembre 2017, il est à nouveau arrêté par la police à la sortie de son domicile. Le 2 octobre, le tribunal de Moscou le condamne à 20 jours de détention pour « appels à la participation à un événement public non autorisé ». Il sort de prison le 22 octobre.
Exclu de l'élection présidentielle, Navalny en conteste la légitimité, considérant que les candidats n'ont aucune intention de battre Vladimir Poutine, et appelle à son boycott. Son mouvement organise des manifestations dans le pays et Navalny est arrêté avec d'autres membres de son mouvement lors de la manifestation moscovite le 28 janvier 2018, au motif que celle-ci n'est pas autorisée par la ville. Il est relâché peu après,.
Alexeï Navalny souhaite que la Russie rejoigne l'Union européenne et se rapproche de l'OTAN. Parmi ses priorités s'il arrive au pouvoir, Navalny cite la réforme de l'institution judiciaire et le changement constitutionnel d'un régime présidentiel à un régime parlementaire. Toutefois, il refuse de décrire ses convictions idéologiques, déclarant chercher à unir les Russes dans une coalition contre le régime de Poutine.
En mai 2018, quelques jours avant l'investiture de Vladimir Poutine pour un quatrième mandat présidentiel, Alexeï Navalny appelle les Russes à manifester dans les principales villes du pays. Lors de la manifestation à Moscou qui rassemble 1 500 personnes, Alexeï Navalny est arrêté. Amnesty International réagit à cette arrestation et reproche notamment une utilisation « disproportionnée » de la force par la police. Le tribunal du district Tverskoï de Moscou le condamne à trente jours de détention pour l'organisation d'une manifestation non autorisée contre Vladimir Poutine le 5 mai.
La presse nationale ne relate pas les actions de Navalny et de ses partisans sauf pour les critiquer, et ne donne pas à Navalny l'occasion de s'exprimer. Son nom même est rarement prononcé dans les médias nationaux. Lors de la Coupe du monde de football de 2018, Leonid Sloutsky, ancien entraîneur de l'équipe nationale et commentateur d'un match en direct sur la chaîne publique Pierviy Kanal, mentionne le nom d'Alexeï Navalny. Cette mention inattendue d'Alexeï Navalny sur une télévision publique crée un mème parmi les internautes russes. Deux jours plus tard, Leonid Sloutsky annonce qu'il quitte son poste de commentateur,,.
Le 27 août 2018, Navalny est de nouveau condamné à 30 jours de détention pour l'organisation de manifestations en janvier appelant à boycotter l'élection présidentielle de mars. Il ne peut ainsi prendre part aux manifestations du 9 septembre 2018 dans les principales villes du pays. Ces manifestations visent à critiquer le report de l'âge de départ à la retraite, une réforme gouvernementale annoncée en juin et qui est impopulaire en Russie. La peine de Navalny prend fin le 24 septembre, mais il est à nouveau arrêté au moment de franchir les portes de la prison pour être jugé pour son appel à manifester le 9 septembre, une manifestation non autorisée ; il est alors condamné de nouveau à 20 jours de détention,.
Ces nombreux séjours en prison sont considérés comme une stratégie délibérée des autorités russes pour isoler Navalny et l'empêcher de s'exprimer publiquement.
Le 9 octobre 2019, son ONG est classée « agent de l'étranger » par le ministère de la Justice.
En avril 2019, la Cour européenne des droits de l'homme condamne la Russie pour l'assignation à résidence de Navalny en 2014. Cette assignation est jugée injustifiée et « visait à restreindre ses activités publiques [de Navalny] » et à « étouffer le pluralisme politique ».
Le 12 juin 2019, il est arrêté, en même temps qu'une centaine de manifestants participant à une marche de soutien au journaliste d'investigation Ivan Golounov, arrêté quelques jours auparavant, relâché et assigné à résidence, et finalement innocenté le 11 juin, après une forte mobilisation de la société civile. Le 1er juillet, Navalny est condamné à 10 jours de prison et incarcéré pour sa participation à la marche non autorisée en soutien à Golounov.
Toujours en juillet 2019, Alexeï Navalny et d'autres membres de l'opposition appellent à des manifestations contre l'exclusion par la commission électorale de certains candidats notamment l'avocate Lioubov Sobol à l'élection municipale à Moscou se déroulant en septembre. Le 24 juillet, il est condamné à 30 jours de prison pour son appel à des manifestations non autorisées et incarcéré. Le 28 juillet, il est hospitalisé pour un œdème de Quincke. Son médecin personnel Anastasia Vassilieva se dit « catégoriquement opposée » au fait de remettre Alexeï Navalny dans la même cellule, car cela lui fait courir le risque d’une « intoxication et une sensibilisation répétées, qui peuvent réellement conduire à une maladie grave ». Il sort de prison le 23 août.

### Référendum constitutionnel (2020)
En juillet 2020, Alexeï Navalny fait campagne contre le référendum constitutionnel russe, le qualifiant ouvertement de « coup d'État » et de « violation de la constitution », estimant que les modifications constitutionnelles portées par ce référendum permettraient à Vladimir Poutine de devenir « président à vie ». Les réformes sont approuvées à 77,9 % des voix le 1er juillet. Après l'annonce des résultats, Navalny qualifie le référendum de « farce », estimant qu'il ne reflète pas l'opinion du public. Ces réformes permettront à Vladimir Poutine d'effectuer deux autres mandats après l'élection présidentielle de 2024, rendant possible son maintien au pouvoir jusqu'en 2036.

### Tentative d'assassinat (2020)

#### Hospitalisation, diagnostic et suspicions

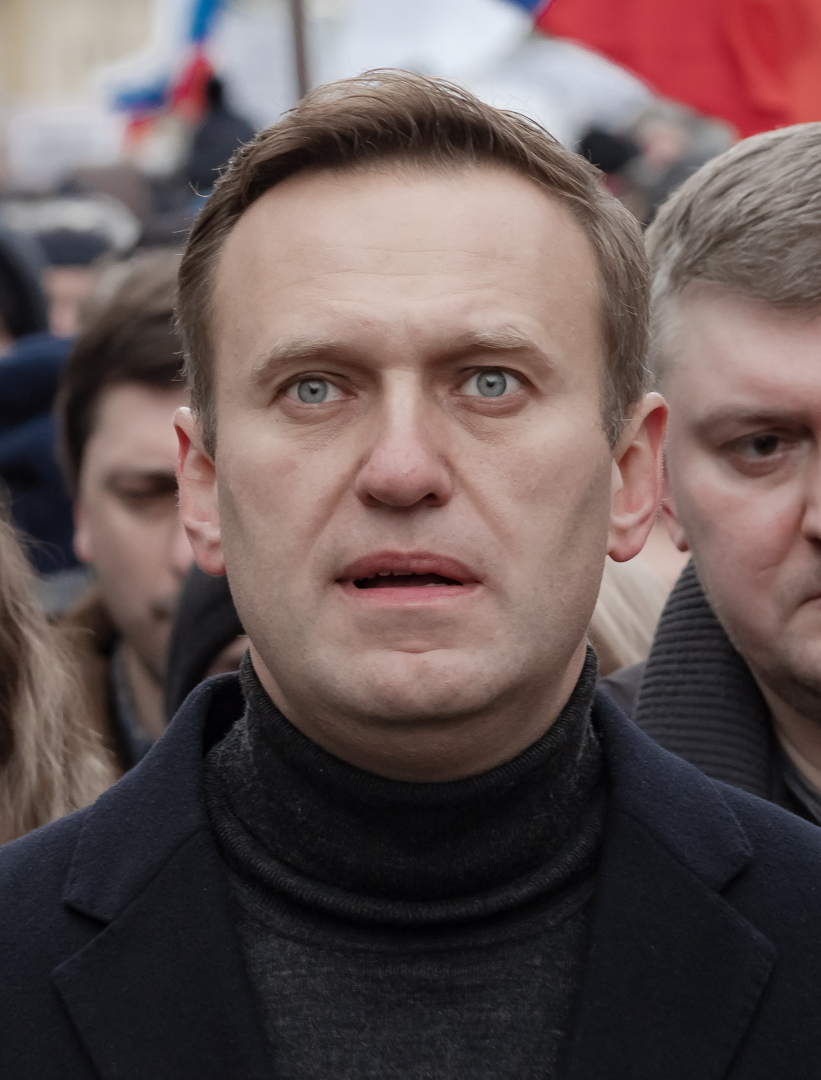
Alexeï Navalny en 2020.

Le 20 août 2020, il est hospitalisé d'urgence dans une unité de soins intensifs de l’hôpital d’Omsk en Sibérie après une aggravation de son état de santé l'ayant plongé dans le coma pendant un vol reliant Tomsk à Moscou. L'avion est dérouté à Omsk et se pose en urgence. Son entourage suspecte fortement un empoisonnement après l'absorption d'un thé à l'aéroport,.
Le 22 août, n'ayant toujours pas repris connaissance, il arrive à Berlin à bord d'un avion médicalisé affrété par l’ONG allemande Cinema for Peace (en) pour bénéficier de soins à l'hôpital de la Charité,. Selon les médecins de l'hôpital de la Charité, des traces d'inhibiteurs de la cholinestérase ont été détectées par les tests effectués sur le patient,. À la suite de ce constat, la chancelière allemande, Angela Merkel, et le haut représentant de l'Union européenne pour les affaires étrangères et la politique de sécurité, Josep Borrell, appellent Moscou à enquêter « dans les moindres détails » et « en toute transparence » sur l'empoisonnement présumé de l'opposant et à traduire les responsables de cet acte en justice,. Leurs déclarations sont mal reçues par le président de la Douma russe, Viatcheslav Volodine, qui annonce saisir le Comité de la Douma pour la sécurité afin de savoir si Navalny n'a pas été victime d'une « provocation de l'Allemagne et d'autres pays de l'Union européenne » qui auraient tenté de « nuire à la santé d'un citoyen russe pour créer des tensions en Russie ». Moscou regrette par ailleurs que Berlin n'ait toujours pas répondu à la demande d'aide judiciaire adressée le 27 août aux autorités allemandes par le parquet national de Russie afin de pouvoir lancer une enquête sur l'affaire Alexeï Navalny.
Alexeï Navalny est maintenu dans un coma artificiel. Le 24 août, son état est considéré comme « grave, mais sa vie n'est pas immédiatement menacée »,. Le 28 août, son état s'améliore selon l’hôpital berlinois, « néanmoins, les médecins se gardent toujours de tout pronostic [sur les conséquences] de ce grave empoisonnement ».
Le 2 septembre, le gouvernement allemand déclare détenir la « preuve sans équivoque » de l'utilisation d'un agent neurotoxique de type Novitchok contre l'opposant russe,, affirmation confirmée le 14 septembre par deux laboratoires de référence de l’OIAC français et suédois. À l’inverse, les autorités russes affirment que leurs analyses n’ont décelé la présence d'aucune substance toxique.
Le 15 septembre 2020, une semaine seulement après la sortie du coma artificiel, Alexeï Navalny s'exprime publiquement pour une première fois depuis son compte Instagram. Il écrit : « Je ne sais encore presque rien faire, mais hier [lundi] j’ai pu respirer par moi-même toute une journée. Ça m’a beaucoup plu, c’est un procédé étonnant et sous-estimé par beaucoup. Je le recommande. Vous me manquez. ». Interrogée quant à un éventuel retour en Russie après son rétablissement, sa porte-parole répond qu’« il n’avait jamais été question d’autre chose. Je comprends pourquoi on se pose la question, mais je trouve néanmoins étrange qu’on puisse penser » qu’il choisisse l’exil.
Le porte-parole du Kremlin, Dmitri Peskov, déclare pour sa part que tout le monde serait heureux si Navalny se rétablissait et qu'il était libre de rentrer en Russie depuis l'Allemagne. Mais il déclare également que Moscou ne comprend pas pourquoi les laboratoires français et suédois avaient pu tester ses échantillons médicaux et pourquoi la Russie n'avait pas eu le même accès.

#### Convalescence et enquête
Le 22 septembre 2020, Navalny sort de l'hôpital. Les médecins considèrent que son rétablissement complet est possible.
Le 25 septembre, le ministère des Affaires étrangères russe suggère qu'il s'agit d'« une nouvelle mise en scène ayant pour thème l'utilisation imaginaire de l'arme chimique, cette fois non pas en Syrie ou en Grande-Bretagne, mais chez nous, en Russie »,. Le 12 novembre, la chancellerie russe prétend avoir « toutes les raisons » de croire que la « pénétration d'agents de guerre chimique » dans le corps de Navalny a pu avoir lieu « en Allemagne ou dans l'avion » le transportant à l'hôpital de la Charité, mais elle ne précise pas quelles sont exactement ces raisons. Le site d'investigation russe The Insider relève d'ailleurs que « le Kremlin s'est embrouillé dans ses versions sur l'empoisonnement de Navalny ». En énumérant certaines de ces versions dans un article du 25 septembre, le site titre ironiquement : « Il n'y a pas eu de poison ! Il y en a eu mais pas le Novitchok ! C'était le Novitchok mais pas le nôtre ! C'était le nôtre mais il l'a bu lui-même ! ».
Le 1er octobre, la mission permanente de la fédération de Russie auprès de l'OIAC soumet à cette organisation une proposition d'envoyer des experts en Russie pour travailler à l’élucidation du cas Navalny avec les spécialistes russes en la matière. Le même jour Alexeï Navalny dénonce l'inaction de la justice russe qui rechigne à ouvrir une enquête et fait part de sa conviction que Vladimir Poutine est l'instigateur de son empoisonnement dans un entretien avec des journalistes de l'hebdomadaire Der Spiegel.
Le 6 octobre, l'OIAC confirme qu'une substance de type Novitchok a été retrouvée dans l'organisme de Navalny.
Le 14 décembre, le site d'investigation Bellingcat publie un rapport d'enquête sur l’empoisonnement d'Alexeï Navalny, réalisé en collaboration avec des journalistes de CNN, Der Spiegel et The Insider. Le rapport indique que Navalny a été suivi depuis 2017 et lors de son voyage jusqu'à Tomsk, par des agents du FSB spécialisés dans les produits chimiques,,,. Dans le cadre de cette enquête, le média Bellingcat révèle le 21 décembre 2020 qu'Alexeï Navalny, se faisant passer pour un haut responsable du FSB, a piégé lui-même un agent du FSB, Konstantin Kudryavtsev, et est parvenu à lui faire avouer à son insu qu'une tentative d'assassinat avait eu lieu contre lui,,. Les détails cliniques de l'empoisonnement, exigés par Moscou, sont publiés dans The Lancet fin 2020,.

#### Convocation dans le cadre de l'affaire Yves Rocher
En raison de sa convalescence en Allemagne, Navalny ne peut satisfaire aux exigences de sa libération conditionnelle qui exige qu'il se rende à Moscou. Plus précisément, alors que sa période de probation se termine le 30 novembre, une convocation lui est adressée le 28 exigeant sa présence le lendemain matin à 9 h. Ce manquement entraîne la levée de celle-ci. Il doit donc effectuer, lors de son retour à Moscou, les trois ans et demi de prison requis lors de son procès en 2014. Pour The Economist, cette convocation est de toute évidence un prétexte pour l'empêcher de rentrer librement en Russie,.

### Retour en Russie et nouvelle arrestation
Dans une vidéo postée sur son compte Instagram le 13 janvier 2021, Navalny annonce avoir acheté des billets d'avion pour un retour en Russie,. Le 17 janvier, il embarque ainsi à bord d'un avion de la compagnie Pobeda pour un décollage depuis l'aéroport de Berlin-Brandebourg. L’atterrissage de l'avion est initialement prévu à l'aéroport de Vnoukovo, mais il est finalement dérouté vers l'aéroport de Cheremetievo, autre aéroport de Moscou situé plus au nord. Le pilote et le personnel aérien ont justifié cette manœuvre par un « problème technique » en précisant qu'« un avion est sorti de piste »,. À son arrivée au poste de douane, il est interpellé par les agents du service fédéral des pénitenciers (en),.

#### Enquête et documentaire sur le palais de Poutine
Dans une vidéo publiée sur YouTube le 19 janvier 2021, résultat d'une enquête menée par sa Fondation contre la corruption (FBK), Alexeï Navalny dénonce le faste et les financements du « palais de Poutine », une immense demeure dotée de nombreux équipements (héliport, patinoire, casino, piscine, spa, aquadiscothèque, etc.). L'opposant prête notamment au président Poutine un goût « pathologique » pour le luxe et détaille des montages financiers dont le but serait de « créer comme un tampon autour du palais » par rapport à son véritable propriétaire. Trois jours après sa publication, la vidéo de près de deux heures avait été visionnée plus de 53 millions de fois. Le porte-parole du Kremlin, Dmitri Peskov, réagit en affirmant ne pas l'avoir vue mais indique en même temps que rien de ce qu'elle affirme n'est vrai,.
Le 30 janvier 2021, le milliardaire russe Arkadi Rotenberg déclare être le propriétaire du domaine.

### Procès et condamnation
Le 2 février 2021, Navalny est condamné à trois ans et demi de prison par un tribunal de Moscou, après avoir été reconnu coupable d'avoir violé son contrôle judiciaire alors qu'il était en Allemagne depuis le mois d'août 2020, à la suite de son empoisonnement. L'avocate de Navalny annonce qu'il ferait appel. En cas d'entrée en vigueur de la condamnation, Navalny purgera une peine effective de deux ans et huit mois : son temps déjà passé sous résidence surveillée en 2014 étant décompté du temps total. De ce temps sont ensuite décomptées les deux semaines passées en centre de détention depuis son arrestation le 17 janvier.
Les soutiens de l'opposant appellent à manifester, et des chefs d’État occidentaux dont Joe Biden, ou encore le président français Emmanuel Macron, jugent « inacceptable » la condamnation de Navalny et exigent sa libération « immédiate ». Au Congrès américain, une large majorité d'élus, tant républicains que démocrates, appelle au renforcement des sanctions contre la Russie.
Le 23 janvier, près de 100 000 personnes manifestent en Russie contre son arrestation, mais leur nombre diminue nettement dès le week-end suivant, en partie à cause de la répression. Ces manifestations provoquent des remous au sein de l'opposition russe. Les dirigeants du parti libéral Iabloko, Grigori Iavlinski et Nikolaï Rybakov, refusent tout soutien à Navalny, voyant en lui un « nationaliste xénophobe et autoritaire » ; cette position est dénoncée par l'ancien maire de Iekaterinbourg Evgueni Roïzman, qui décide de rompre avec son parti. Le secrétaire général du Parti communiste (KPRF, premier parti d'opposition du pays), Guennadi Ziouganov, qualifie Alexeï Navalny « d’agent de l’étranger », tandis que des députés communistes rejoignent les manifestations. Ces dernières restent cependant globalement peu populaires auprès de la population russe d’après les enquêtes d'opinion nationales : selon l’ONG russe Centre analytique Levada, le mouvement de contestation recueille ainsi 22 % d’opinions favorables, tandis que la popularité d'Alexeï Navalny stagnerait autour de 20 % depuis l'été 2020, soit trois fois moins que celle de Poutine.
Le 17 février, en raison de « l’ampleur du risque pour la vie » de Navalny, la Cour européenne des droits de l'homme exige sa libération immédiate,.
Le 20 février, Navalny est condamné en appel à deux ans et demi de prison, et incarcéré dans une colonie pénitentiaire située à Pokrov, dans l'oblast de Vladimir,. Le 31 mars, il annonce qu'il est en grève de la faim, pour protester contre l’absence d’accès à des soins et la « torture » qu’il subit par privation de sommeil. Trois semaines plus tard, ses médecins l'exhortent à l'interrompre « immédiatement, […] afin de préserver sa vie et sa santé ». Il s'exécute en disant avoir obtenu gain de cause pour être soigné par des médecins civils.
Amnesty International déclare fin février ne plus reconnaître Alexeï Navalny comme un « prisonnier d'opinion » en raison de ses « propos haineux ». Le militant avait notamment comparé les migrants à des cafards et à des dents cariées qu'il fallait enlever. L'ONG considère aussi que les appels à retirer Navalny de la liste des prisonniers d'opinion en raison de ses propos fait partie d'une « campagne orchestrée » pour nuire à Navalny. Amnesty International continue toutefois de militer pour sa libération, jugeant qu'il n'est incarcéré que pour son activisme anti-Poutine. En mai 2021, l'ONG change d'avis et considère de nouveau Navalny comme un prisonnier d'opinion. Amnesty International présente aussi ses excuses à Navalny et annonce une modification de sa procédure pour désigner une personne détenue comme prisonnier d'opinion,.
Le 20 octobre 2021, le Parlement européen décerne à Navalny le prix Sakharov de défense des droits humains et de la liberté de pensée.

### Conditions de détention

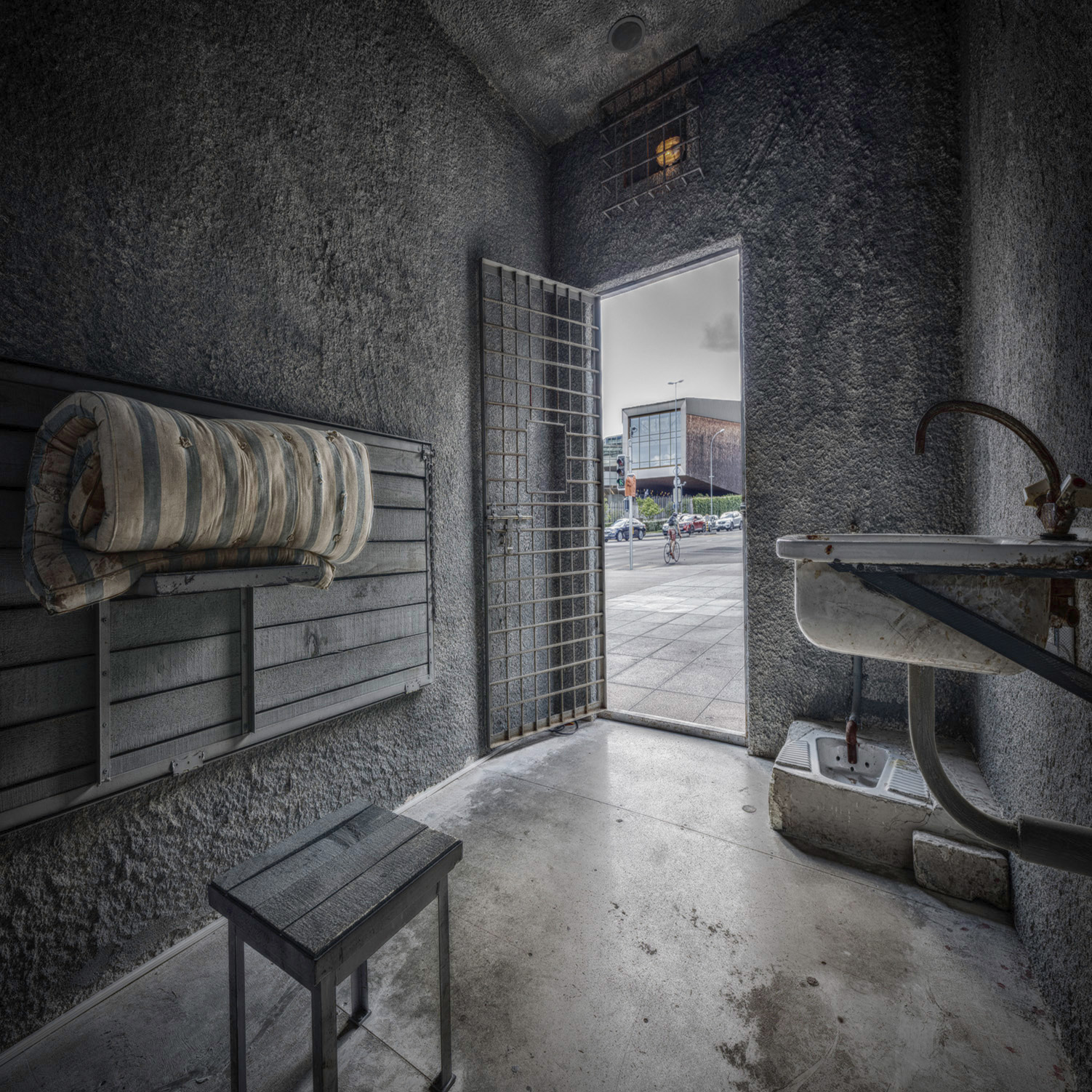
Réplique de la cellule d'isolement de Navalny en Russie exposée place des Nations à Genève en juin 2023.

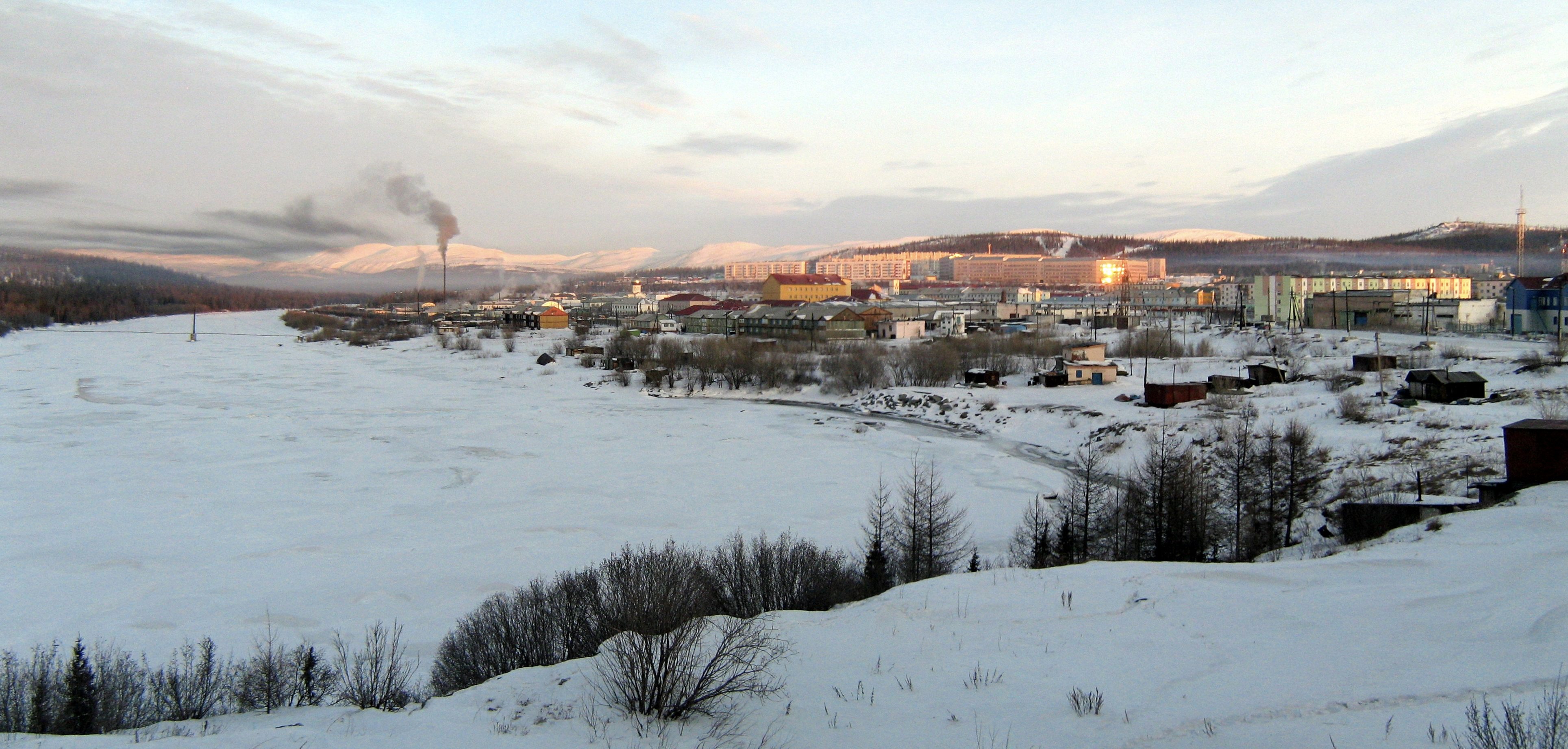
La localité de Kharp, où se situe la colonie pénitentiaire n°3, surnommée « Loup polaire ».

Il fait partie des personnalités russes qui se déclarent opposées à l'invasion militaire russe en Ukraine de 2022, appelant les citoyens russes et biélorusses à manifester quotidiennement contre cette guerre.
Le 22 mars 2022, entendu en visioconférence, il est à nouveau condamné à neuf années d'internement en « régime sévère » pour « escroquerie » et à une amende de 1,2 million de roubles pour « outrage au tribunal » et « fraude aux dons » tandis qu'il purge depuis un an une peine de trois années et demie pour « fraude ». Il dénonce des dossiers montés contre lui par le Kremlin,. Ses avocats, Olga Mikhaïlova et Vadim Kobzev, sont arrêtés à l'issue du procès mais sont rapidement relaxés,.
En juin 2022, Navalny est transféré de la colonie pénitentiaire n° 2 de Pokrov (en), située dans l'oblast de Vladimir, vers une autre colonie pénitentiaire indéterminée mais de classe « haute sécurité ».
En juin et juillet 2023, Navalny est jugé à huis clos dans un nouveau procès pour plusieurs chefs d'accusation, dont « extrémisme ». Le procureur requiert 20 ans de prison supplémentaires à l'encontre de Navalny,. Il est condamné à 19 ans de prison (cette durée comprend l'intégralité des peines en colonie pénitentiaire à laquelle il a déjà été condamné).
En août 2023, Navalny appelle à faire barrage aux candidats investis par Russie unie lors des différentes élections russes de septembre.
En décembre 2023, il est transféré dans la colonie pénitentiaire n° 3, surnommée « Loup polaire » de la localité de Kharp, en Iamalo-Nénétsie, dans l’Arctique russe. Selon sa condamnation pour « extrémisme », il doit purger sa peine dans une colonie à « régime spécial », où les conditions de détention sont les plus rudes ; c'est le cas de la colonie no 3,.

### Mort et funérailles
Le 16 février 2024, l'administration pénitentiaire russe annonce la mort d'Alexeï Navalny, à l'âge de 47 ans,. D’après les services pénitentiaires, Navalny aurait été victime d’un « malaise » en revenant d’une promenade et malgré l’intervention des secours, son décès a été constaté à 14h17.
Des milliers de personnes assistent aux funérailles d'Alexeï Navalny, le 1er mars 2024,,, à l'église Icône-de-la-Mère-de-Dieu située dans le district moscovite de Marino. Le cercueil est porté en terre au son de la chanson My Way de Frank Sinatra, qui était la favorite du défunt. Alexeï Navalny est ensuite inhumé dans le cimetière de Borissovo, à Moscou,,.

## Poursuites judiciaires
Navalny a été arrêté, accusé et condamné à plusieurs reprises en Russie. Les États-Unis, l'Union européenne ainsi que le Conseil de l'Europe considèrent qu'il est victime de procès politiques,,.

### Condamnations pour détournement de fonds par la justice de Russie

#### Affaire Yves Rocher
En 2008, pour faire face aux défaillances de la poste russe et alors que la vente par correspondance de leurs produits correspond à 4 millions de colis livrés annuellement, la filiale russe du groupe Yves Rocher, Yves Rocher Vostok fait appel à Glavpodpiska, une société de logistique détenue par les frères Oleg et Alexeï Navalny. Le 10 décembre 2012, Bruno Leproux, directeur général d’Yves Rocher Vostok porte plainte en demandant à la justice russe d’établir si Glavpodpiska a fait de la surfacturation, un fait infirmé par la suite. Le 30 décembre 2014, Alexeï Navalny est condamné dans cette affaire à trois ans et demi de prison avec sursis par le tribunal de Moscou pour avoir détourné selon l’accusation, près de 26 millions de roubles (400 000 euros) appartenant à Yves Rocher Vostok. Sa peine est commuée en prison ferme en mars 2022. Son frère Oleg est, lui, condamné à trois ans et demi,. Oleg Navalny purge sa peine dans une colonie pénitentiaire de l'oblast d'Orel et est libéré en juin 2018.
En octobre 2017, la Cour européenne des droits de l'homme estime que « les services [qu'a fournis la société des frères Navalny] correspondaient à ceux qui étaient dans les contrats », que « les juridictions nationales n'ont pas indiqué de méthode qui aurait permis d'identifier un motif d'enrichissement personnel répréhensible », que « les décisions rendues par les juridictions internes ont été arbitraires et manifestement déraisonnables », et que « l'équité de la procédure pénale (...) a été compromise ». En conséquence, elle condamne la Russie à verser 10 000 euros à chacun des frères Navalny,.
En juin 2018, Oleg et Alexeï Navalny déposent une plainte en France contre Yves Rocher pour « dénonciation calomnieuse » considérant que la plainte déposée contre eux par Yves Rocher Vostok en 2012 était en fait une attaque du gouvernement russe à leur encontre avec le soutien d'Yves Rocher Vostok. Ils sont représentés par l'avocat William Bourdon et sont entendus par un juge d'instruction du tribunal de Vannes le 30 avril 2019.

#### Affaire Kirovles
Le 31 juillet 2012, Navalny est inculpé par la Commission fédérale d'enquête de vol à grande échelle à cause des lourdes pertes financières de Kirovles, une société publique d'exploitation forestière. Il est accusé du détournement de seize millions de roubles (377 000 euros) au détriment de cette exploitation forestière, à l'époque où il était conseiller du gouverneur de l'oblast de Kirov, Nikita Bielykh. Le 18 juillet 2013, il est condamné à cinq ans de camp pour détournement de fonds,,.
En appel, la peine est réduite à du sursis.
En février 2016, la Cour européenne des droits de l'homme condamne la Russie à verser 79 000 euros à Navalny et à son associé Piotr Ofitserov, car le procès n'a pas été équitable.
En novembre 2016, la Cour suprême de la fédération de Russie annule le premier jugement et ordonne qu'un nouveau procès ait lieu. Celui-ci se déroule en janvier et février 2017 et Navalny est de nouveau condamné à cinq ans de prison avec sursis pour détournement de fonds et à 500 000 roubles d'amende,.

### Autres accusations et enquêtes conduites par le parquet de Russie
En août 2013, Vladimir Jirinovski, président du Parti libéral-démocrate, demande au ministère de l'Intérieur l'ouverture d'une enquête sur le financement de la campagne électorale de Navalny sur la base d'adresses IP (signalant le lieu de la transaction et non la nationalité du donneur). Navalny nie ces accusations, affirmant que les magistrats du parquet étaient des « benêts ». L'accusation reste sans suite.
En décembre 2020, le Comité d'enquête de la fédération de Russie ouvre une enquête pour « escroquerie » à l'encontre de Navalny. Il lui est reproché d'avoir utilisé pour ses besoins personnels une partie des dons faits par des particuliers à la Fondation anti-corruption. Le montant de l'escroquerie supposée est estimé à 356 millions de roubles, soit environ 4 millions d'euros,. Selon Navalny, l'ouverture de cette enquête, survenue la veille de la fin de sa période de libération conditionnelle, n'a pour seul objet que de le dissuader de rentrer en Russie.
En août 2021, le Comité d'enquête de la fédération de Russie inculpe Navalny pour avoir « incité les citoyens à commettre des actes illicites ». Il est reproché à la Fondation anti-corruption d'avoir appelé publiquement à manifester en janvier 2021 alors que ces manifestations étaient interdites. Ce délit est passible de trois ans de prison.
En octobre 2021, Navalny est considéré comme un « terroriste » et un « extrémiste » par le service fédéral des pénitenciers (en). En janvier 2022, Rosfinmonitoring (en), l'organisme fédéral russe chargé de surveiller les transactions financières en Russie, rajoute Navalny et une dizaine de membres de la FBK dont Leonid Volkov, Ivan Jdanov et Lioubov Sobol à la liste des personnalités « terroristes et extrémistes »,.
Le 19 juin 2023, s'ouvre un nouveau procès où Navalny est accusé d'« extrémisme » et d'avoir « réhabilité l'idéologie nazie ». En août 2023, la peine de Navalny en colonie pénitentiaire est prolongée à 19 ans.

### Condamnation pour escroquerie
Le 22 mars 2022, Navalny est à nouveau condamné à neuf années d'internement en « régime sévère » pour « escroquerie » et « outrage à magistrat ». Il est accusé du détournement de près de 3 millions de roubles de dons versés aux organisations proches de lui. Il est également condamné à une amende de 1,2 million de roubles. Cette peine comprend aussi l'application de sa précédente condamnation à une peine par sursis de trois ans et demi dans l'affaire Yves Rocher,,.
Navalny dénonce des dossiers montés contre lui par le Kremlin.
Le 24 mai 2022, la peine est confirmée en appel. Cette confirmation est critiquée par le secrétaire d'État des États-Unis Antony Blinken.

## Positions politiques

### Domestique

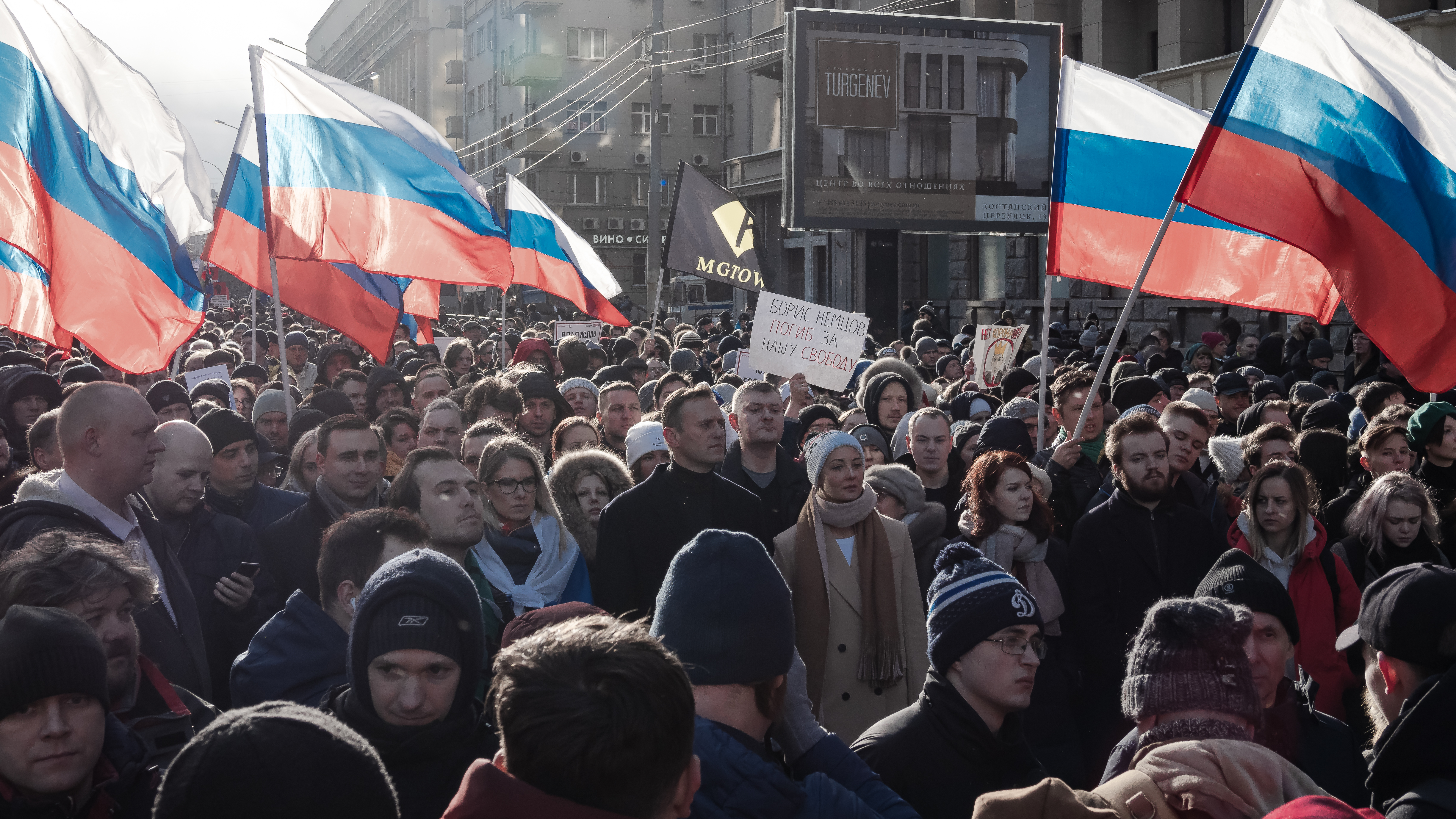
Navalny participant à une marche à la mémoire de l'opposant assassiné Boris Nemtsov à Moscou, le 29 février 2020.

#### Corruption

Une affiche qui a remporté le concours Navalny intitulé Russie unie, un parti d'escrocs et de voleurs.

En février 2011, dans une interview accordée à la station de radio finam.fm, Navalny a qualifié le principal parti russe, Russie unie, de « parti d'escrocs et de voleurs ». En mai 2011, le gouvernement russe a ouvert une enquête criminelle sur Navalny, largement décrite dans les médias comme une « vengeance », et par Navalny lui-même comme « une invention des services de sécurité »,. Pendant ce temps, « le parti des escrocs et des voleurs » est devenu un slogan populaire parmi l'opposition libérale.

#### Nationalisme
Ses opinions sur le nationalisme russe ont évolué. En 2011, Navalny a déclaré qu'il se considère comme un « démocrate nationaliste ». Il avait auparavant participé à la « Marche russe » de 2006, un défilé réunissant des groupes nationalistes russes de tous bords, et était l'un des co-organisateurs de la marche de 2011.
Toutefois, en 2014, il s'éloigne drastiquement du nationalisme russe et du conservatisme sociétal au profit du libéralisme et du progressisme et rejette ses anciennes positions nationalistes et xénophobes. Navalny est actuellement opposé au nationalisme impérial de Vladimir Poutine et ses positions se déplacent à gauche.

#### Immigration
En 2007, il diffuse plusieurs vidéos anti-immigration dans l'une desquelles il prône l'expulsion des migrants. En 2013, après des émeutes ethniques dans un quartier de Moscou, qui ont été déclenchées par un meurtre commis par un migrant, Navalny sympathise avec le mouvement anti-immigration et déclare que les tensions ethniques et les crimes sont inévitables en raison de l'échec des politiques d'immigration par l'État. Cependant, il déclare plus tard que « la base de mon approche est qu'il faut communiquer avec les nationalistes et les éduquer… Je pense qu'il est très important de leur expliquer que le problème de l'immigration illégale ne se résout pas en tabassant les migrants mais par d'autres moyens démocratiques ». En mars 2014, Alexeï Navalny déclare que « le problème de l'immigration illégale en Russie est cent fois plus important que l'Ukraine ».
Toutefois, Navalny affine et recadre ses positions : il plaide désormais pour un régime de visas avec les pays d'Asie centrale et il insiste sur la nécessité de protéger les droits des travailleurs migrants.
Selon Leonid Volkov, Navalny regrette plus tard d'avoir fait la vidéo de 2007.

#### Sociétal
En 2017, Leonid Volkov, chef de cabinet de Navalny, déclare que l'équipe de Navalny soutient la légalisation du mariage homosexuel et la légalisation des drogues douces.

### Étranger
Ses vues sur la politique étrangère ont évolué au fil du temps. Auparavant, Navalny est décrit comme « partageant le point de vue de l'establishment selon lequel la Russie a le droit d'avoir son mot à dire dans les affaires intérieures de ses voisins post-soviétiques » et soutient l'expansion de l'Union économique eurasienne. Il appelle également la Russie à reconnaître et à soutenir militairement l'Abkhazie et l'Ossétie du Sud en 2008, après la guerre russo-géorgienne. Plus tard, il s'excuse pour ses propos sur la Géorgie.
En juin 2020, il se prononce en faveur des manifestations de Black Lives Matter contre le racisme,.

#### Attitude vis-à-vis de l'Occident
L'attitude de Navalny envers l'Occident évolue au fil des années. Passant d'un anti-occidentalisme nationaliste russe à un soutien à l'Occident et à l'europhilie libérale.
Navalny soutient en effet la politique chauviniste grand-russe ainsi que l'invasion de la Géorgie pro-occidentale durant la guerre russo-géorgienne de 2008, jusqu'à insulter publiquement les Géorgiens en les qualifiant de « rongeurs », bien qu'il se soit opposé au déploiement direct de troupes russes, il a appelé à soutenir les régions séparatistes de l'Abkhazie, l'Ossétie du sud ainsi que la Transnistrie,,.
Il critique l'intervention russe dans la guerre du Donbass, estimant que Vladimir Poutine instrumentalise le conflit pour conforter son régime sur le plan intérieur. Il ajoute toutefois qu'il ne rendra pas la Crimée à l'Ukraine s'il en a le pouvoir. La guerre du Donbass rapproche toutefois Navalny d'une ligne pro-occidentale en le poussant à abandonner son nationalisme au profit d'une ligne internationaliste libérale et pro-occidentale mais ses anciennes positions vis-à-vis de la Géorgie font toujours polémique.

#### Syrie
En 2016, Navalny s'est prononcé contre l'intervention russe dans la guerre civile syrienne, estimant qu'il y a des problèmes internes en Russie qui doivent être traités plutôt que de s'impliquer dans des guerres étrangères.

#### France
En novembre 2013, Alexeï Navalny publie sur son blog : « Jamais je ne soutiendrai la position selon laquelle en Russie le nationalisme est une chose terrible qu’il faut interdire. En France, en ce moment, le Front national connaît une période de poussée frénétique de sa popularité. Vous parlez d’une horreur, Alain Delon soutient Marine Le Pen ! Et des processus analogues ont cours dans toute l’Europe. Et alors, allons-nous boycotter les croissants français ? Ou bien dire carrément que les Français ont le droit de faire ça, et pas les Russes ? »
Toutefois, en 2017 puis en 2022, il soutient Emmanuel Macron et appelle les Français à voter pour celui-ci. Il accuse Marine Le Pen de compromission avec Vladimir Poutine,.

#### Ukraine
Début 2012, Navalny déclare qu'il soutient l'indépendance de l'État ukrainien et que la Russie, l'Ukraine et la Biélorussie sont des « alliés naturels » qui devraient renforcer leur intégration économique et politique.
En mars 2014, après l'annexion de la Crimée par la Russie, Navalny appelle à de nouvelles sanctions contre les responsables et les hommes d'affaires liés à Poutine et propose sa propre liste de sanctions, affirmant que les précédentes sanctions américaines et européennes étaient « ridicules ». En octobre 2014, Navalny suggère que le sort de la Crimée soit résolu par la tenue d’un nouveau référendum équitable. Navalny déclare que le gouvernement de Poutine devrait cesser de « parrainer la guerre » dans le Donbass. Navalny dénonce vivement la politique de Vladimir Poutine en Ukraine : « Poutine aime parler du « monde russe », mais il le réduit en réalité. En Biélorussie, ils chantent des chants anti-Poutine dans les stades de football ; en Ukraine, ils nous détestent tout simplement. En Ukraine aujourd'hui, il n'y a pas de politiciens qui n'aient pas des positions anti-russes extrêmes. Être anti-russe est la clé du succès aujourd'hui en Ukraine, et c'est de notre faute ».
Lorsque la Russie commence à se préparer à une invasion à grande échelle de l'Ukraine, le 22 décembre 2021, l'équipe de Navalny publie un documentaire d'enquête sur Alexandre Borodaï (le premier chef de la République populaire de Donetsk), appelant les Russes à ne pas prendre part aux hostilités contre l'Ukraine[source secondaire souhaitée].
En février 2022, Navalny compare la reconnaissance de la république populaire de Donetsk et de la république populaire de Lougansk comme région de Nouvelle-Russie par la Russie, au déploiement des troupes soviétiques en Afghanistan en 1979. Il considère que l'objectif de ces deux événements est de distraire la population des vrais problèmes.
Le 2 mars 2022, Navalny exhorte les citoyens russes à organiser des manifestations quotidiennes contre l'invasion de l'Ukraine par la Russie, affirmant que la Russie ne devrait pas être une « nation de gens effrayés » et de « lâches qui prétendent ne pas remarquer la guerre d'agression » lancée par « notre tsar fou »,. Le 20 février 2023, il attaque Poutine pour avoir « détruit » l'avenir de la Russie « juste pour faire paraître notre pays plus grand sur la carte » et déclare que la Russie doit mettre fin à son occupation de l'Ukraine et reconnaître les frontières de l'Ukraine telles qu'elles ont été établies en 1991 après l'effondrement de l'Union soviétique. Navalny déclare également que la Russie devrait payer des réparations d'après-guerre à l'Ukraine et appelle à une enquête internationale sur les crimes de guerre, déclarant : « Des dizaines de milliers d'Ukrainiens innocents ont été assassinés et la douleur et la souffrance ont touché des millions d'autres ».

## Controverses

### Accusations d'influence américaine
En octobre 2011, sa correspondance électronique est rendue publique par un hacker dans le but de montrer que « Navalny est un ultranationaliste corrompu financé par les autorités américaines ». L'authenticité des mails n'est toutefois pas intégralement confirmée par Navalny.
D'après ces mails, en 2006, le mouvement politique DA!, à la création duquel Navalny a participé, aurait obtenu un financement de la fondation américaine National Endowment for Democracy.
En 2010, Alexeï Navalny part étudier à l'université Yale dans le cadre du programme « Yale World Fellows », qui vise à développer un réseau d'anciens élèves s'engageant à rendre « [le monde] meilleur ».
En août 2013, le parquet russe annonce que lors des vérifications des comptes de campagne pour l'élection du maire de Moscou, Alexeï Navalny a obtenu des financements étrangers émanant de plus de 300 personnes physiques et entités juridiques étrangères issues de 46 pays, dont les États-Unis, la Finlande, la Grande-Bretagne, la Suisse et le Canada,.
En octobre 2011, la Novaïa Gazeta accuse le parti au pouvoir, Russie unie, d'avoir voté un budget de 10 millions de roubles pour une campagne visant à discréditer Alekseï Navalny en filmant un sosie dans des situations compromettantes.
Le même mois, un millier de pages de courriels privés de Navalny sont interceptées et publiées sur un blog russe anonyme. Selon The Moscow Times, les courriels contiennent des échanges entre le blogueur et des personnes politiques libérales et d'extrême droite telles qu’Aleksandr Belov, dirigeant antisémite et suprémaciste du Mouvement contre l'immigration illégale (DPNI).

### Ancienne proximité avec l'extrême droite
Sa participation à l'organisation Narod (dont il est cofondateur avec Zakhar Prilepine) déclenche une controverse, car cette organisation prend à la fois des positions d'extrême gauche et d'extrême droite,. Le mouvement Narod est critiqué pour ses positions xénophobes, comme lorsque, dans une vidéo de l'organisation, Navalny lui-même comparait les islamistes du Caucase, à la peau sombre, à des cafards, affirmant que si les cafards peuvent être tués à la pelle, pour les humains on conseillait d'utiliser des armes à feu,,. Dans une autre vidéo, Navalny semble soutenir l'idée d'un nettoyage ethnique non violent par la déportation. Habillé en dentiste, alors que défilent des clips vidéo de travailleurs immigrés,, il dit à l'écran : « Personne ne doit être battu. Tout ce qui nous dérange doit être soigneusement mais implacablement enlevé par la déportation... Une dent sans racine est considérée morte. Un nationaliste est quelqu'un qui ne veut pas que la racine russe soit supprimée du mot Russie. Nous avons le droit d'être russe en Russie et nous protégerons ce droit [...] Pensez à l'avenir, devenez un nationaliste,,, ». En juillet 2008, Narod rejoint deux partis nationalistes et xénophobes, Grande Russie (Velikaja Rossija) et le Mouvement contre l'immigration illégale (DPNI),,, interdit en 2011 par la justice pour « extrémisme », afin de former le Mouvement national russe (Russkoje nacional'noe dviženie), dont Navalny est coprésident.
À partir de 2006, Alexeï Navalny participe à la Marche russe, un défilé annuel réunissant des groupes nationalistes russes,,, dont de nombreux néonazis ; il est l'un des co-organisateurs de la marche de 2011,,. Au cours de la marche russe de novembre 2008, il est également témoin de l'arrestation de Dimitri Demouchkine, chef de l'organisation néonazie Union slave, et déclare être prêt à le défendre devant le tribunal.
En 2013, dans le quartier de Moscou Biriouliovo Zapadnoïe, à la suite d'un meurtre commis par un Azerbaïdjanais, des raids punitifs de néonazis russes ont lieu contre des magasins appartenant à des personnes d'ethnie caucasienne. Sur son blog, Alexeï Navalny défend les assaillants, arguant du fait qu'ils ont affronté des « hordes d'immigrants légaux et illégaux » et que « s'il n'y a pas de moyen équitable de résoudre les conflits et les problèmes, les gens penseront par eux-mêmes, avec des mesures primitives et de désespoir »,. En juillet de la même année, dans la ville de Pougatchev, au cours d'une bagarre, un homme est tué d'un coup de couteau par un Tchétchène. Après les funérailles du défunt, plusieurs personnes se rassemblent et organisent une manifestation demandant que tous les Tchétchènes soient expulsés de la ville. La manifestation conduit à des affrontements et plusieurs blessés seront signalés. Navalny, ainsi que plusieurs membres nationalistes connus du Conseil de coordination, votent pour une déclaration légitimant la protestation de la population locale contre des personnes d'autres régions « contraires aux traditions et normes morales locales »,.
En août 2013, lors de la campagne électorale pour l'élection à la mairie de Moscou, Navalny présente son programme s'articulant surtout autour de la lutte contre la corruption et l'immigration. Il a notamment déclaré : « J'ai regardé les statistiques. Savez-vous que près de 50 % des crimes et délits sont commis par des étrangers ? » Ces statistiques ne reflètent cependant pas la réalité, car c'est environ 2 % des crimes et délits enregistrés en Russie qui sont imputables aux étrangers et apatrides, selon les rapports annuels officiels du ministère de l'Intérieur russe,.
Certaines de ses vidéos où il professe des positions contre l'immigration en Russie et son ancien nationalisme font polémique,,,. Toutefois, les positions de Navalny ont évolué et il défend désormais des positions à l'opposé de celles de son passé. Le rappel de ce passé est parfois dépeint comme une opération du Kremlin visant à discréditer Navalny. L'un des mentors du réseau Navalny est Leonid Volkov, qui est juif et l'un de ses plus proches militants est arménien.

### Deuxième guerre d'Ossétie du Sud
Au début de la guerre russo-géorgienne de 2008, Navalny se prononce contre l'envoi de troupes russes en Ossétie du Sud, mais déclare que la Russie doit faire pression sur la Géorgie pour qu'elle mette fin à la guerre. Parmi ses mesures qu'il propose figurent l'armement et le financement de la faction séparatiste, ou encore l’expulsion des citoyens géorgiens de la fédération de Russie,,,,, les qualifiant de « rongeurs »,. Sans tenir compte de son opposition à Vladimir Poutine, les Géorgiens pro-occidentaux l'assimilent à celui-ci, et lui reprochent toujours de ne pas avoir condamné l'invasion de la Géorgie en 2008 malgré ses excuses publiques en 2023 pour son racisme anti-géorgien passé.

## Projets
Le 30 mai 2011, Navalny lance le portail « RosIama » (РосЯма, soit littéralement RusNid-de-poule) pour permettre le signalement de chaussées détériorées et réclamer une réaction des autorités. En septembre 2011, il crée la Fondation anti-corruption.
En janvier 2012, il inspire le projet « RosVybory » (РосВыборы, soit littéralement RusÉlections) afin d'encourager la participation d'observateurs indépendants aux élections. Environ 12 000 personnes répondront à cet appel. Parallèlement, il lance l'« outil bienveillant de vérité » (Добрая машина правды) destiné à diffuser des informations sur la corruption institutionnelle à destination du public ne s'informant pas sur internet. Le 8 novembre 2012, il met en ligne le service « RosJKKh » (РосЖКХ, soit littéralement RusServicesCommunaux) permettant d'adresser des plaintes aux autorités locales à propos des dysfonctionnements des services communaux. Au cours de la première semaine, près de 96 000 plaintes sont envoyées.
En avril 2013, Navalny propose une législation interdisant aux fonctionnaires et aux employés de sociétés publiques d'acquérir des voitures de fonction d'une valeur supérieure à un million et demi de roubles. La proposition reçoit le soutien de plus de 100 000 personnes, ce qui l'oblige à être évaluée par un groupe d'experts du gouvernement. Ceux-ci la rejettent.
Le 8 novembre 2018, il lance le projet « vote intelligent » (Умное голосование) dont le but est de faire élire le candidat ayant les meilleures chances de l'emporter face à celui de Russie unie. En s'attaquant au monopole de Russie unie dans les parlements régionaux, il contribue à faire entrer des députés critiques du pouvoir à la Douma de Moscou.

## Distinctions et hommages
- 2021 : prix Sakharov[125].
- Avenue Alexeï-Navalny,  dans le 16e arrondissement de Paris.